# Eburodacrys laevicornis
Eburodacrys laevicornis là một loài bọ cánh cứng trong họ Cerambycidae.